# BCL-M
BCL-M är en förkortning för Bestämmelser för Civil Luftfart, Materielbestämmelser. Dessa bestämmelser är utgivna av aktuell luftfartsmyndighet och anger kraven på luftvärdighet, miljövärdighet och dokumentation för luftfartyg och deras utrustning. De för ögonblicket gällande bestämmelserna finns publicerade på denna länk. 
Enligt transportstyrelsens beslut TSFS 2018:35 upphör BCL-M att gälla den 1 maj 2018. 
I bestämmelserna hänvisas bland annat till internationellt erkända konstruktionsbestämmelser och miljökrav. Den europeiska konstruktionsbestämmelsen för stora passagerarflygplan heter till exempel Certification Specifications for Large Aeroplanes och betecknas CS-25. Denna ges ut av EASA, European Aviation Safety Agency. Moderna, redan existerande tunga europeiska passagerarflygplan, bland annat Saab 340 och Saab 2000 är dock certifierade mot föregångaren till denna bestämmelse, JAR-25, samt mot den amerikanska bestämmelsen FAR-25.
För att ge en översiktlig uppfattning om innehållet i BCL-M presenteras innehållsförteckningen nedan (gällande i början av januari 2006).

## Allmänna bestämmelser, BCL-M 1
- Luftvärdighets-, miljövärdighets- och dokumentationskrav
- Registrering med mera av luftfartyg
- Nationalitets- och registreringsmärkning av luftfartyg
- Klassificering av luftfartyg
- Flyghandbok och checklista för luftfartyg
- Typ- och modifieringsgodkännande av flygmateriel
- Luftvärdighetsbevis - besiktning
- Luftfartygs vikt och balans
- Import av flygmateriel
- Export av flygmateriel
- Luftvärdighetsdirektiv
- Användning av motorbensin
- Styrning av flygsäkerhetsarbete (egenkontroll) i luftfartsverksamheter

## Konstruktionsbestämmelser, BCL-M 2
- Flygmateriel
- Miljövärdighet

## Tillverknings-, underhålls- och modifieringsbestämmelser, BCL-M 3
- Tillverkning av flygmateriel
- Underhåll och modifiering av flygmateriel
- Flygverkstad
- Underhållssystem för flygmotorer
- Underhållssystem för propellrar

## Särskilda utrustningsbestämmelser, BCL-M 4
- Materielstandard för utrustningsenheter (MSU)
- Radioutrustning
- Instrumentsystem
- Skidor och skidställ
- Bogserutrustning och flygsläp
- Lyftdon för helikopter

## Bestämmelser gällande flygmateriel av särskild art, BCL-M 5
- Bemannad varmluftsballong
- Amatörbyggnad av luftfartyg
- Fallskärmar
- Ultralätta flygplan